# Celós
Celós (en francès Celoux) és un municipi francès situat al departament de Cantal i a la regió d'Alvèrnia-Roine-Alps. L'any 2007 tenia 81 habitants.

## Demografia

### Població
El 2007 la població de fet de Celoux era de 81 persones. Hi havia 28 famílies de les quals 12 eren unipersonals (4 homes vivint sols i 8 dones vivint soles), 4 parelles sense fills, 8 parelles amb fills i 4 famílies monoparentals amb fills.
La població ha evolucionat segons el següent gràfic:
Habitants censats

### Habitatges
El 2007 hi havia 46 habitatges, 34 eren l'habitatge principal de la família, 4 eren segones residències i 8 estaven desocupats. 42 eren cases i 3 eren apartaments. Dels 34 habitatges principals, 32 estaven ocupats pels seus propietaris i 2 estaven llogats i ocupats pels llogaters; 2 tenien dues cambres, 2 en tenien tres, 6 en tenien quatre i 24 en tenien cinc o més. 26 habitatges disposaven pel capbaix d'una plaça de pàrquing. A 10 habitatges hi havia un automòbil i a 17 n'hi havia dos o més.

### Piràmide de població
La piràmide de població per edats i sexe el 2009 era:
| Homes | Edats   | Dones |
| ----- | ------- | ----- |
| 0     | 95 o +  | 0     |
| 0     | 90 a 94 | 4     |
| 0     | 85 a 89 | 4     |
| 0     | 80 a 84 | 0     |
| 8     | 75 a 79 | 0     |
| 8     | 70 a 74 | 0     |
| 4     | 65 a 69 | 4     |
| 0     | 60 a 64 | 12    |
| 4     | 55 a 59 | 0     |
| 0     | 50 a 54 | 4     |
| 0     | 45 a 49 | 0     |
| 0     | 40 a 44 | 0     |
| 8     | 35 a 39 | 12    |
| 0     | 30 a 34 | 0     |
| 0     | 25 a 29 | 0     |
| 0     | 20 a 24 | 0     |
| 0     | 15 a 19 | 4     |
| 4     | 10 a 14 | 4     |
| 4     | 5 a 9   | 4     |
| 0     | 0 a 4   | 0     |

## Economia
El 2007 la població en edat de treballar era de 51 persones, 37 eren actives i 14 eren inactives. De les 37 persones actives 35 estaven ocupades (17 homes i 18 dones) i 2 estaven aturades (2 homes). De les 14 persones inactives 9 estaven jubilades, 4 estaven estudiant i 1 estava classificada com a «altres inactius».
Activitats econòmiques
Dels 3 establiments que hi havia el 2007, 1 era d'una empresa de construcció, 1 d'una empresa de comerç i reparació d'automòbils i 1 d'una empresa financera.
L'únic servei als particulars que hi havia el 2009 era una fusteria.
L'any 2000 a Celoux hi havia 14 explotacions agrícoles.

## Poblacions més properes
El següent diagrama mostra les poblacions més properes.